# Trieces
Trieces is een geslacht van insecten uit de orde vliesvleugeligen (Hymenoptera) en de familie Ichneumonidae.

## Soorten
- T. agilis Tolkanitz, 1986
- T. aquilus Townes & Townes, 1959
- T. arcuatus Townes & Townes, 1959
- T. argutus Tolkanitz, 2007
- T. azipas Gauld & Sithole, 2002
- T. bellulus Kusigemati, 1984
- T. bicalcaratus (Benoit, 1955)
- T. bradleyi Townes & Townes, 1959
- T. calvatus Townes & Townes, 1959
- T. capensis (Benoit, 1956)
- T. ciliosus Townes & Townes, 1959
- T. cnemotis Gauld & Sithole, 2002
- T. confusus Walley, 1969
- T. costatus (Davis, 1897)
- T. crassipes Walley, 1969
- T. densus Townes & Townes, 1959
- T. dentatus Townes & Townes, 1959
- T. diffidens Townes & Townes, 1959
- T. dinianae Aeschlimann, 1973
- T. ejectus Townes & Townes, 1959
- T. epinotiae Walley, 1969
- T. facialis (Thomson, 1887)
- T. femoralis Tolkanitz, 2004
- T. flabenis Gauld & Sithole, 2002
- T. flavifaciatus Kusigemati, 1967
- T. flavifrons (Ashmead, 1890)
- T. flexus Walley, 1969
- T. fusus Townes & Townes, 1959
- T. genalis Tolkanitz, 1995
- T. hokkaidensis Kusigemati, 1967
- T. homonae Kusigemati, 1967
- T. horisme Gauld & Sithole, 2002
- T. integer Townes & Townes, 1959
- T. intervales Araujo & Penteado-Dias, 2011
- T. latitarsis (Benoit, 1955)
- T. leleupi (Benoit, 1965)
- T. mandiblaris Kusigemati, 1971
- T. marlatti (Ashmead, 1896)
- T. masoni Townes & Townes, 1959
- T. nigrifaciatus Kusigemati, 1967
- T. nitifrons (Thomson, 1887)
- T. onitis (Davis, 1897)
- T. peruanus Tolkanitz, 2009
- T. platysoma Townes, 1946
- T. pubescens (Seyrig, 1934)
- T. pumicatus Tolkanitz, 2010
- T. quadricarinatus (Benoit, 1955)
- T. quostenis Gauld & Sithole, 2002
- T. riodinis Gauld & Sithole, 2002
- T. ruficoxa Walley, 1969
- T. rufimitranae Aeschlimann, 1973
- T. sapineus Townes & Townes, 1959
- T. semirufus (Benoit, 1965)
- T. signatus Tolkanitz, 1995
- T. sparsus Townes & Townes, 1959
- T. tegularis Townes & Townes, 1959
- T. teres Townes & Townes, 1959
- T. texanus (Cresson, 1872)
- T. thuringiacus (Schmiedeknecht, 1925)
- T. tobiasi Tolkanitz, 2004
- T. tricarinatus (Holmgren, 1858)
- T. truncatus Walley, 1969
- T. tuvule Gauld & Sithole, 2002
- T. upermia Gauld & Sithole, 2002
- T. walleyi Townes & Townes, 1959
- T. wardae Gauld & Sithole, 2002
- T. wascia Gauld & Sithole, 2002
- T. zwizarmae Gauld & Sithole, 2002